# Zsákhegy
Zsákhegy (románul Zencani) falu Romániában, Hargita megyében. Közigazgatásilag Maroshévízhez tartozik.

## Fekvése
A falu Maroshévíztől 3 km-re nyugatra, a Gyergyói-medence északi részén helyezkedik el.